# Olak Alen
Olak Alen is een bestuurslaag in het regentschap Blitar van de provincie Oost-Java, Indonesië. Olak Alen telt 2806 inwoners (volkstelling 2010).